# Aparell fonador

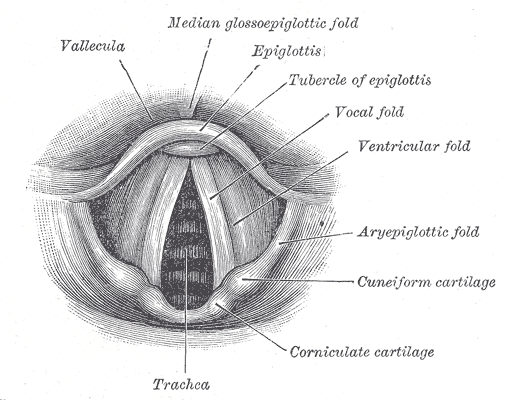
Vista de l'interior de la laringe i les cordes vocals.

Rep el nom d'aparell fonador el sistema del cos humà capaç de produir o reproduir el so i amplificar-lo.
L'aparell fonador el componen 3 grups d'òrgans diferenciats:
1. Els òrgans de la respiració, que són: els pulmons, els bronquis i la tràquea.
2. Els òrgans de la fonació, que són: la laringe, les cordes vocals, els ressonadors-nasals, els bucals i la faringe.[1]
3. Els òrgans de l'articulació, que són: el paladar, la llengua, les dents, els llavis i la glotis.[2]

## Producció de veu
Hi ha dos mecanismes bàsics de producció de veu: la vibració de les cordes vocals, que dona lloc a sons "sonors" (vocals, semivocals, nasals, etc.)i les interrupcions (totals o parcials) en el flux d'aire que surt dels pulmons, que donen lloc als sons "sords" (fricatives, plosives, etc.). Addicionalment hi ha combinacions d'ambdós mecanismes, com les oclusives sonores.
Els sons així produïts després es matisen per la configuració de la resta del tracte vocal.